# Ормен Ланге (газоконденсатне родовище)
Ормен Ланге — газоконденсатне родовище в Норвезькому морі. Станом на кінець 2016 року друге в історії Норвегії за початковими видобувними запасами газове родовище. На ту ж дату третє за залишковими запасами.

## Опис
Відкрите у 1997 році у 120 км від узбережжя, в 140 км від порту Крістіансунд, який в подальшому став базою для освоєння родовища. Розташоване в районі з глибинами моря від 800 до 1100 метрів. Поклади залягають у пісковиках епохи палеоцену на 2700—2900 метрів нижче дна.
Видобуток розпочався у 2007 році, при цьому всього було заплановано пробурити 24 свердловини. На першому етапі роботи здійснювала бурова установка Scarabeo 5 італійської компанії Saipem. На другому етапі буріння провадили судна West Navigator (належить компанії Seadrill) та Leiv Eiriksson (компанія Ocean Rig ASA). Також у відповідності до обраного для цього глибоководного родовища способу облаштування з 2007 по 2011 роки спорудили чотири підводні центри видобутку.
Для транспортування продукції родовища прокладено два газопроводи діаметром 750 мм до берегового терміналу у Nyhamna. Після підготовки осушений газ відправляється на експорт у Велику Британію через трубопровід Langeled.
Початкові видобувні запаси Ормен Ланге оцінюються у 296 млрд.м3 газу та 19 млн.м3 конденсату. Станом на кінець 2015 року залишкові видобувні запаси складали 139 млрд.м3 газу та 7 млн.м3 конденсату. Пік видобутку газу досягли у 2012 році з показником 22,2 млрд.м3. Втім, вже у 2016 році очікується падіння до 14,4 млрд.м3.